# Heoclisis angustipennis
Heoclisis angustipennis är en insektsart som beskrevs av Tim R. New 1985. Heoclisis angustipennis ingår i släktet Heoclisis och familjen myrlejonsländor. Inga underarter finns listade i Catalogue of Life.